# Canalis mandibulae
Der Canalis mandibulae (von lat. canna „Rohr“ und mandibula, von mandere „kauen“) (Mandibularkanal) ist ein Kanal im Unterkieferkörper, der am Foramen mandibulae beginnt und am Foramen mentale endet. Er berührt normalerweise nicht die Zahnwurzeln, kann aber im distalen Bereich von ihnen umfasst werden.
In ihm verlaufen die Vena und Arteria alveolaris inferior und der Nervus alveolaris inferior (aus dem Nervus mandibularis, 3. Ast des Nervus trigeminus). Auf Grund der sensiblen Versorgung der Unterlippen durch diesen Nerven ist der Verlauf des Mandibularkanals insbesondere vor Weisheitszahnentfernungen und Implantationen im Unterkiefer sorgfältig abzuklären.

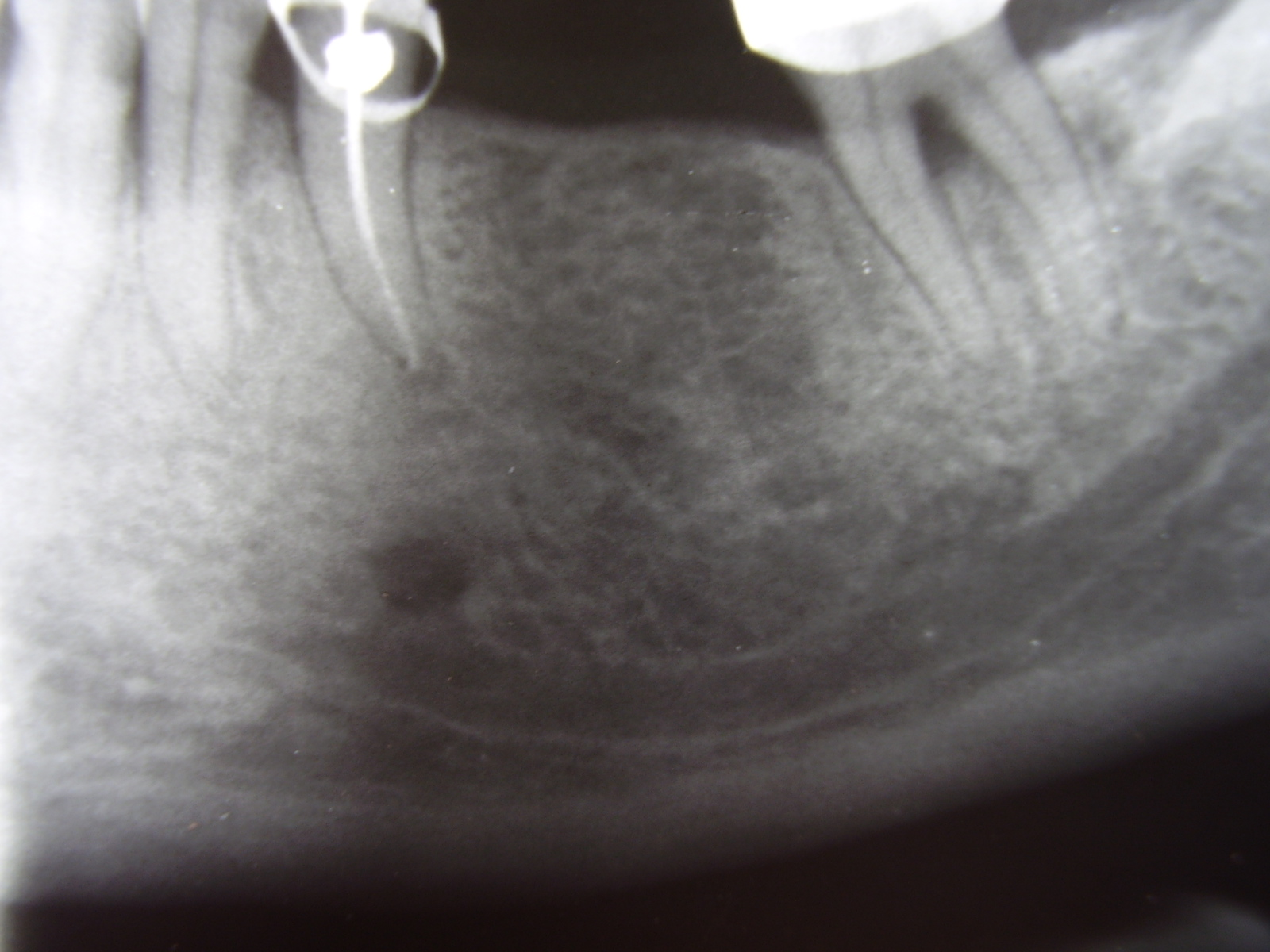
Röntgenologische Darstellung des Mandibularkanals. Am vorderen Ende des Mandibularkanals ist als schwarzer Punkt deutlich das Foramen mentale zu erkennen. Nebenbefund: Insuffiziente Zahnkrone auf dem 2. Prämolaren.
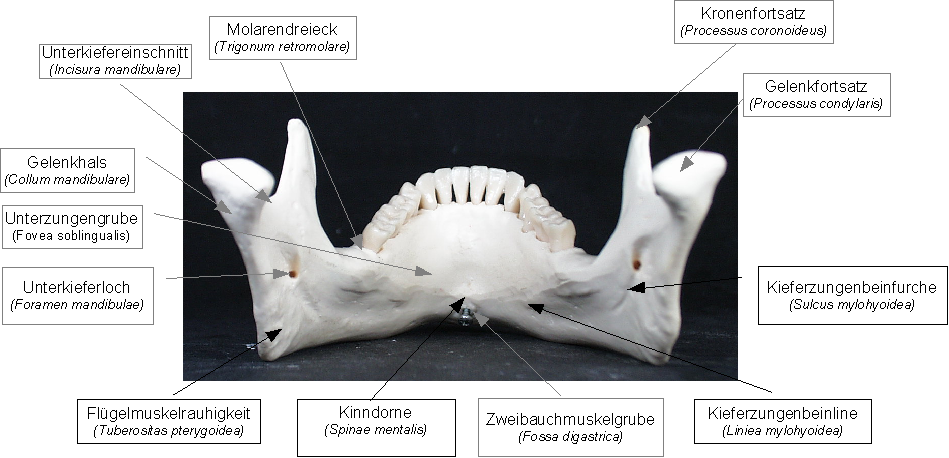
Der Unterkiefer von dorsal nach ventral (von hinten) gesehen. Die Foramina mandibulae sind der Beginn des Mandibularkanäle.
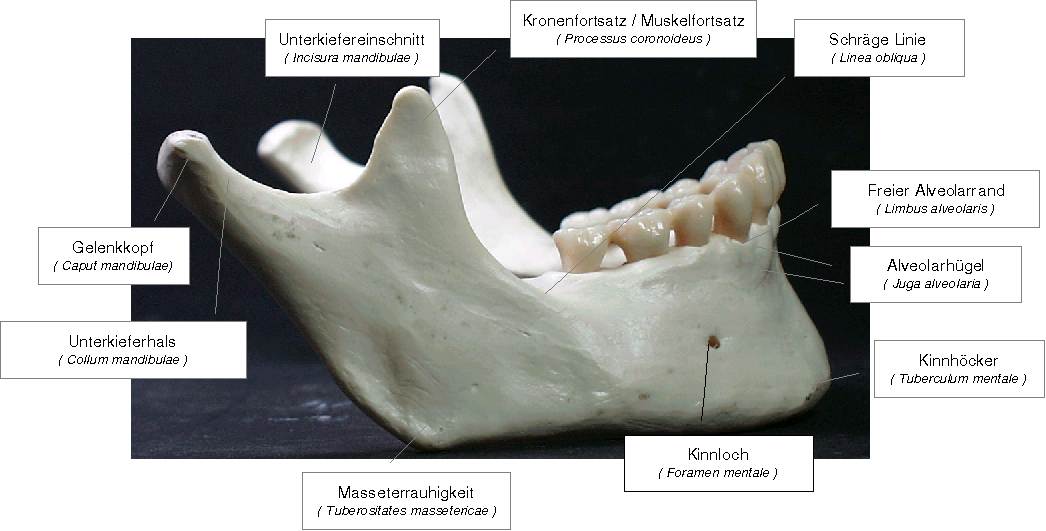
Laterale (Seitliche) Ansicht des menschlichen Unterkiefers. Das Foramen mentale ist das Ende das Mandibularkanals.